# シュウブンソウ

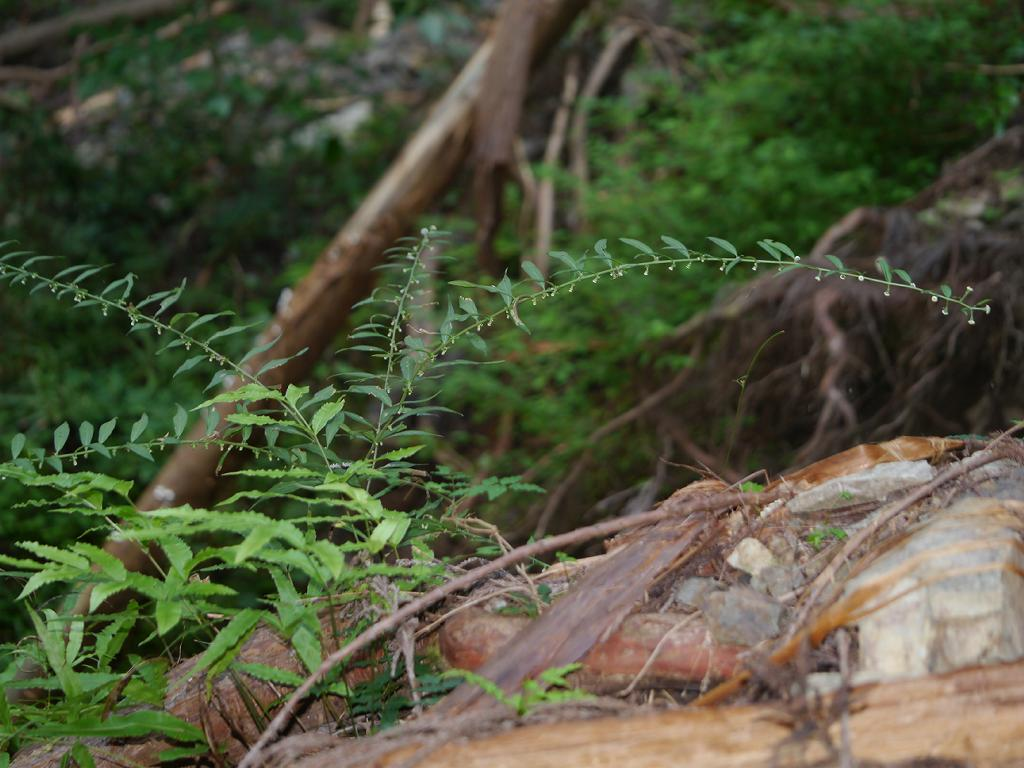
全草

シュウブンソウ Aster verticillatus (Reinw.) はキク科の草本。花は小さくて地味だが、直立した茎の先端から数本の枝を放射状に長く伸ばす独特の姿をしている。

## 特徴
直立する多年生草本。主茎は直立し、高さ50-100cmになるが、そこで上向きの成長を止め、2-4本の横枝を出す。枝は細く、水平に近い斜め上に長く伸びる。横枝の葉腋から短い枝を出し、そこに総状かやや穂状に花序を付ける。葉は葉柄があって長さ7-15cm、幅17-32mm、先端は伸びて尖り、基部は次第に狭まり、縁に鋸歯はないかあるいは上半部にまばらな鋸歯が出る。葉身は膜質で表裏の両面に粗い毛が生える。
花期は8-10月で、頭花は径4-5mmと小さく、また小花の花冠が小さくてごく目立たない。ちなみに伊藤は本種を花の大きくて目立つものが多いシオン連において、地味で目立たない花の代表として挙げている。しかしながらそれでも一応は周囲に舌状花、内側に管状花が並ぶ。
総苞片は広鐘形で先端が丸く、縁は膜質で長さ2.5mm。3列あって外側のものが短い。頭花では外側の2列の小花は雌花で、花冠は舌状で白くて厚みがある。内側の小花は両性花で花冠は筒状、その先端は5歯に分かれる。舌状花の長さは1.2mm、幅0.5mm、管状花の長さは2mm。花床は毛が無く、やや中央が盛り上がる。雌花も両性花も稔性があり、痩果を付ける。痩果はやや扁平で、雌花のそれは長さ4mm、幅1mm。先端には嘴があって、冠毛はなく、時にわずかに細かい毛がある。両性花の痩果には嘴がない。
和名は秋分草であり、花が8-10月の秋分の頃に咲くことによる。ただし牧野はこれについて『であろう』と記し、断定を避けている。旧学名（後述）の属名はギリシャ語で「嘴を有する種子」を意味する。また、初島(1975)はタイワンシュウブンソウという別名を挙げているが、佐竹他(1981)、北村他(1957)などの図鑑ではこれについての言及はない。

## 分布と生育環境
日本では関東以西の本州から四国、九州、琉球に分布し、国外では朝鮮南部、中国、東南アジア、インドに分布する。ただし琉球列島の分布は奄美大島と徳之島の高所からのみ知られる。
山地の木陰に生える。

## 分類
本種は長らく単形属であるシュウブンソウ属 Rhynchospermum に含め、本属唯一の種 R. vertucilatumとされていた。シオン属に近くはあるものの、本種の舌状花は2列あることや、痩果には冠毛が発達しない等の明確な差異があったためである。しかし現在はシオン属に含められている。
類似した植物はない。直立した茎の先端から数本の枝を開出する独特の枝振りでは、ヤブタバコがやや似ている。

## シノニム
- Basionym: Rhynchospermum verticillatum Reinwardt, Syll. Pl. Nov. 2: 8. 1825; [8]
- Leptocoma racemosa Lessing;
- R. formosanum Yamamoto;
- R. verticillatum var. subsessile Oliver ex Miquel;
- Zollingeria scandens Schultz Bipontinus.

## 利害
特に何もない。

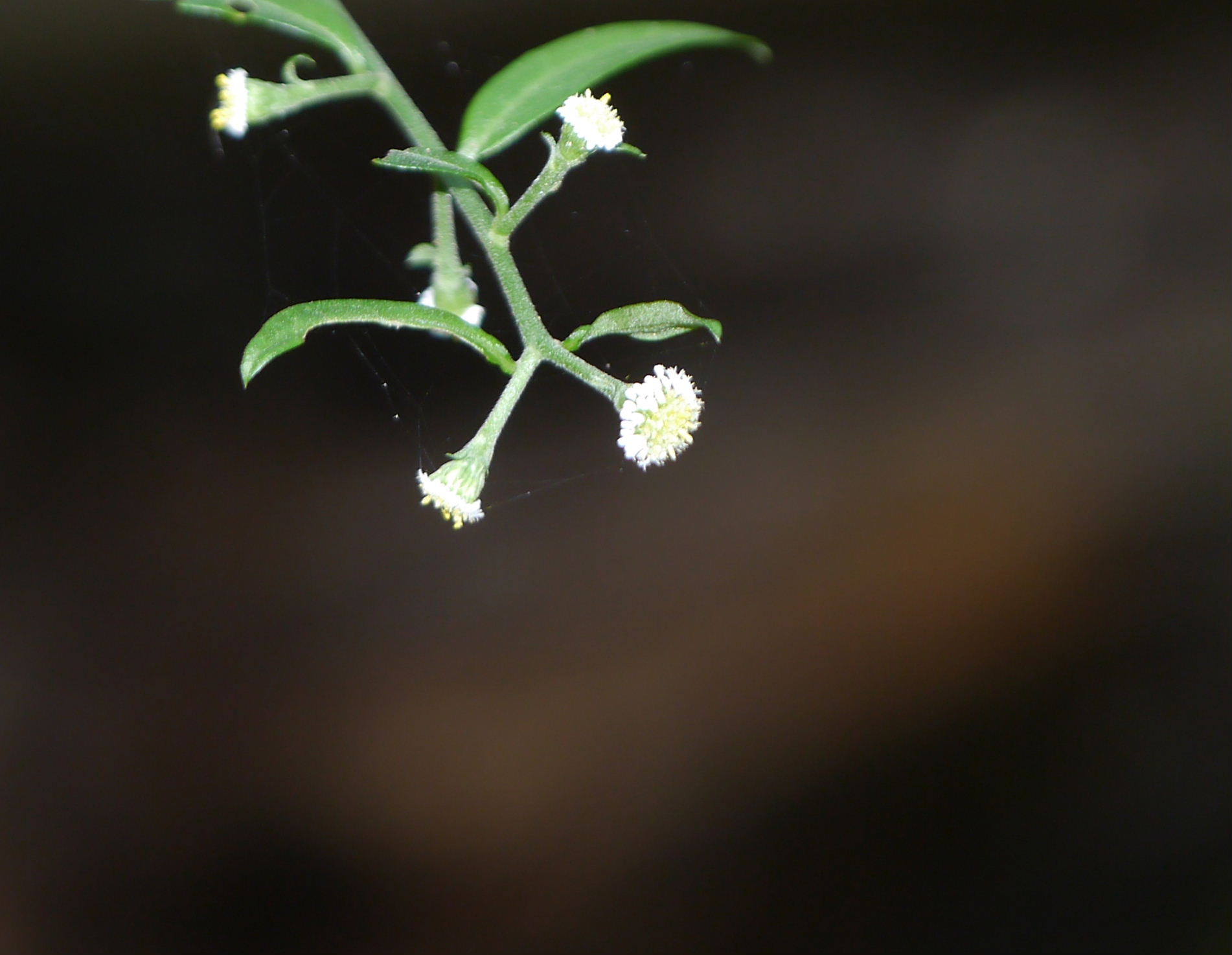
枝先の花
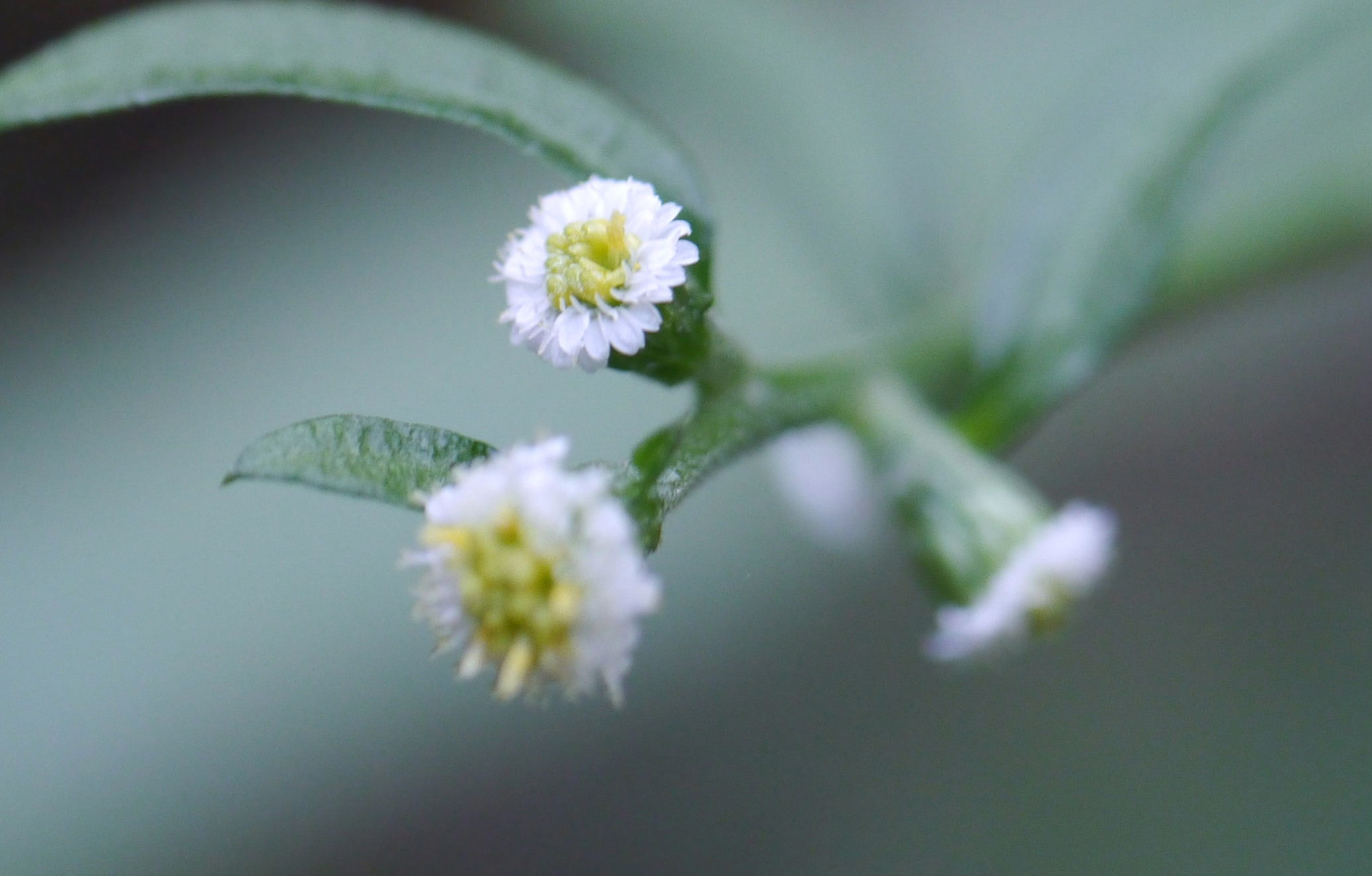
頭花
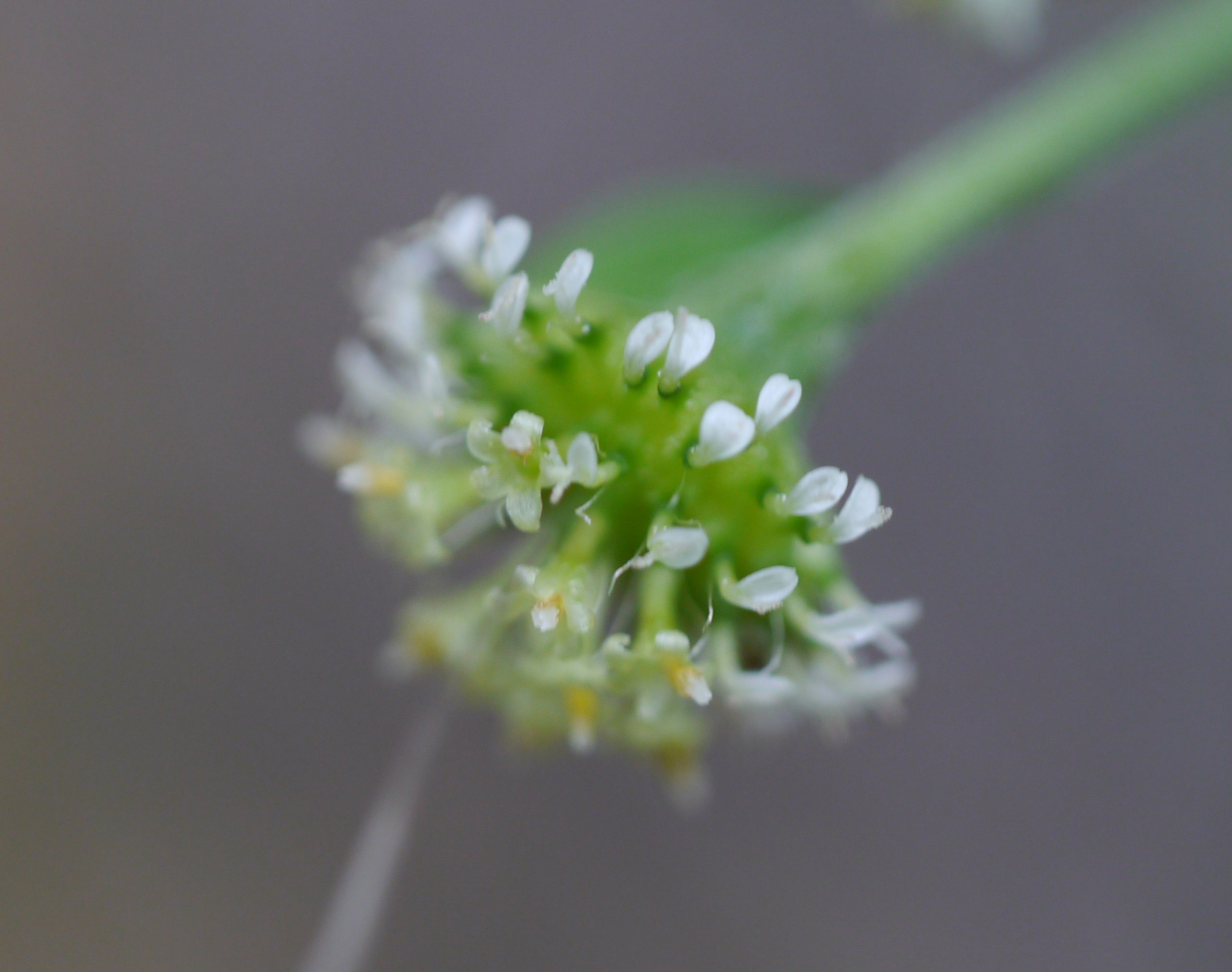
舌状花と管状花